# Abashiri, Hokkaidō
Abashiri (網走市 Abashiri-shi) là một thành phố nằm ở phó tỉnh Okhotsk, Hokkaidō, Nhật Bản.
Abashiri là nơi toạ lạc của nhà tù Abashiri, chỗ giam giữ tù chính trị trong thời kỳ Minh Trị. Nhà tù cũ này nay là một bảo tàng; thay vào đó là một nhà tù mới.
Tính đến năm 2008, thành phố có dân số ước tính 40.333 người, mật độ 85,6 người/km² (222 trên dặm vuông). Tổng diện tích là 470,94 km2 (181,83 dặm vuông Anh).

## Lịch sử
- Tháng 3 năm 1872: Làng Abashiri (アバシリ村?) được thành lập, đặt tên của Huyện Abashiri ở tỉnh Kitami.
- 1875: Tên làng được viết lại bằng Hán Tự  (網走村? cùng cách phát âm).
- 1902: Làng Abashiri, Thị trấn Kitami, làng Isani và làng Nikuribake, tất cả ở quận Abashiri, sáp nhập để tạo thành thị trấn Abashiri.
- 1915: Làng Notoro, Làng Mokoto được sáp nhập vào.
- 1921: Làng Memanbetsu (thị trấn Memanbetsu sau này, sáp nhập vào Ōzora năm 2006) tách ra.
- 1931: Ranh giới với Thị trấn Memanbetsu được sửa đổi.
- 11 tháng 2, 1947: Làng Higashimokoto (sáp nhập vào Ōzora vào năm 2006) tách ra. Thị trấn Abashiri trở thành Thành phố Abashiri. Tất cả các lãnh thổ của Ōzora từng là một phần của Abashiri.

## Địa lý
Abashiri tọa lạc ở mạn đông phó tỉnh Okhotsk, cách Kitami 50 km về phía đông. Quanh đây không có núi cao, dù vẫn có đồi. Sông Abashiri chảy ngang thành phố. Trong địa phận Abashiri còn có ba hồ (hồ Abashiri, hồ Notoro, hồ Tōfutsu). Những hồ này cùng núi Tento thuộc Quốc lập Vườn quốc gia Abashiri.

### Khí hậu
Abashiri, như hầu hết Hokkaidō, có khí hậu lục địa ẩm với mùa hè ấm (Köppen: Dfb), tương tự khí hậu duyên hải nam New England. Dù có tiếng là lạnh giá, Abashiri thực ra không phải thành phố lạnh nhất nước Nhật, nó ít lạnh về mùa đông hơn Obihiro và ấm vào mùa hè hơn Nemuro và Kushiro. Abashiri là thành phố có lượng mưa thấp nhất Nhật Bản vì có nằm ngay bên vùng biển Okhotsk chịu ảnh hưởng của băng trôi. Vào mùa đông, khi hồ Abashiri đóng băng, sương mù là điều thường gặp.
| Dữ liệu khí hậu của Abashiri, 1981–2010 normals | Dữ liệu khí hậu của Abashiri, 1981–2010 normals | Dữ liệu khí hậu của Abashiri, 1981–2010 normals | Dữ liệu khí hậu của Abashiri, 1981–2010 normals | Dữ liệu khí hậu của Abashiri, 1981–2010 normals | Dữ liệu khí hậu của Abashiri, 1981–2010 normals | Dữ liệu khí hậu của Abashiri, 1981–2010 normals | Dữ liệu khí hậu của Abashiri, 1981–2010 normals | Dữ liệu khí hậu của Abashiri, 1981–2010 normals | Dữ liệu khí hậu của Abashiri, 1981–2010 normals | Dữ liệu khí hậu của Abashiri, 1981–2010 normals | Dữ liệu khí hậu của Abashiri, 1981–2010 normals | Dữ liệu khí hậu của Abashiri, 1981–2010 normals | Dữ liệu khí hậu của Abashiri, 1981–2010 normals |
| Tháng                                           | 1                                               | 2                                               | 3                                               | 4                                               | 5                                               | 6                                               | 7                                               | 8                                               | 9                                               | 10                                              | 11                                              | 12                                              | Năm                                             |
| ----------------------------------------------- | ----------------------------------------------- | ----------------------------------------------- | ----------------------------------------------- | ----------------------------------------------- | ----------------------------------------------- | ----------------------------------------------- | ----------------------------------------------- | ----------------------------------------------- | ----------------------------------------------- | ----------------------------------------------- | ----------------------------------------------- | ----------------------------------------------- | ----------------------------------------------- |
| Cao kỉ lục °C (°F)                              | 11.8 (53.2)                                     | 11.1 (52.0)                                     | 19.7 (67.5)                                     | 31.9 (89.4)                                     | 32.6 (90.7)                                     | 34.0 (93.2)                                     | 37.0 (98.6)                                     | 37.6 (99.7)                                     | 32.2 (90.0)                                     | 27.7 (81.9)                                     | 21.7 (71.1)                                     | 17.6 (63.7)                                     | 37.6 (99.7)                                     |
| Trung bình ngày tối đa °C (°F)                  | −2.4 (27.7)                                     | −2.5 (27.5)                                     | 1.6 (34.9)                                      | 8.9 (48.0)                                      | 14.2 (57.6)                                     | 17.2 (63.0)                                     | 20.8 (69.4)                                     | 23.4 (74.1)                                     | 20.2 (68.4)                                     | 14.8 (58.6)                                     | 7.4 (45.3)                                      | 0.7 (33.3)                                      | 10.4 (50.6)                                     |
| Trung bình ngày °C (°F)                         | −5.5 (22.1)                                     | −6 (21)                                         | −1.9 (28.6)                                     | 4.4 (39.9)                                      | 9.4 (48.9)                                      | 13.1 (55.6)                                     | 17.1 (62.8)                                     | 19.6 (67.3)                                     | 16.3 (61.3)                                     | 10.6 (51.1)                                     | 3.7 (38.7)                                      | −2.4 (27.7)                                     | 6.5 (43.7)                                      |
| Tối thiểu trung bình ngày °C (°F)               | −9.4 (15.1)                                     | −10.1 (13.8)                                    | −5.5 (22.1)                                     | 0.4 (32.7)                                      | 5.4 (41.7)                                      | 9.8 (49.6)                                      | 14.0 (57.2)                                     | 16.6 (61.9)                                     | 12.9 (55.2)                                     | 6.6 (43.9)                                      | 0.1 (32.2)                                      | −5.9 (21.4)                                     | 2.9 (37.2)                                      |
| Thấp kỉ lục °C (°F)                             | −29.2 (−20.6)                                   | −25.7 (−14.3)                                   | −23.2 (−9.8)                                    | −12.4 (9.7)                                     | −5.4 (22.3)                                     | 0.1 (32.2)                                      | 2.8 (37.0)                                      | 5.9 (42.6)                                      | 3.3 (37.9)                                      | −4.6 (23.7)                                     | −11.3 (11.7)                                    | −18.0 (−0.4)                                    | −29.2 (−20.6)                                   |
| Lượng Giáng thủy trung bình mm (inches)         | 54.5 (2.15)                                     | 36.0 (1.42)                                     | 43.5 (1.71)                                     | 52.1 (2.05)                                     | 61.6 (2.43)                                     | 53.5 (2.11)                                     | 87.4 (3.44)                                     | 101.0 (3.98)                                    | 108.2 (4.26)                                    | 70.3 (2.77)                                     | 60.0 (2.36)                                     | 59.4 (2.34)                                     | 787.5 (31.02)                                   |
| Lượng tuyết rơi trung bình cm (inches)          | 105 (41)                                        | 81 (32)                                         | 66 (26)                                         | 21 (8.3)                                        | 1 (0.4)                                         | 0 (0)                                           | 0 (0)                                           | 0 (0)                                           | 0 (0)                                           | 1 (0.4)                                         | 18 (7.1)                                        | 85 (33)                                         | 378 (148.2)                                     |
| Số ngày tuyết rơi trung bình                    | 27.0                                            | 24.1                                            | 22.3                                            | 11.2                                            | 2.4                                             | 0                                               | 0                                               | 0                                               | 0                                               | 1.4                                             | 12.5                                            | 23.4                                            | 124.3                                           |
| Độ ẩm tương đối trung bình (%)                  | 73                                              | 74                                              | 72                                              | 69                                              | 73                                              | 80                                              | 83                                              | 81                                              | 77                                              | 70                                              | 68                                              | 70                                              | 74                                              |
| Số giờ nắng trung bình tháng                    | 114.3                                           | 139.4                                           | 172.4                                           | 177.8                                           | 189.0                                           | 174.0                                           | 168.7                                           | 172.1                                           | 165.2                                           | 160.1                                           | 121.3                                           | 115.0                                           | 1.869,3                                         |
| Nguồn: Japan Meteorological Agency              |                                                 |                                                 |                                                 |                                                 |                                                 |                                                 |                                                 |                                                 |                                                 |                                                 |                                                 |                                                 |                                                 |

## Kinh tế
Mùa sinh trưởng chỉ dài chừng 130 ngày, với những cây trồng chính là yến mạch, khoai tây, và đậu. Nông dân giữ rơm làm thức ăn cho bò, ngựa, cừu. Biển đóng một vai trò quan trọng trong cộng đồng lẫn nền kinh tế: đánh bắt cá, hàu, rong biển vẫn là những kế sinh nhai quan trọng.

## Vận chuyển

### Hàng không
Sân bay Memanbetsu nằm ở gần Ōzora.

### Đường ray
Abashiri là một thành phố cảng địa phương và nhà ga đường sắt quan trọng (Ga Abashiri).
- Tuyến chính Sekihoku: Yobito - Abashiri
- Tuyến chính Senmō: Abashiri - Katsuradai - Masuura - Mokoto - Kitahama

## Giáo dục

### Đại học
- Đại học Nông nghiệp Tokyo, Khuôn viên Okhotsk

### Cao trung
- Trường Cao trung Hokkaido Abashiri Minamigaoka
- Trường Cao trung Hokkaido Abashiri Keiyo

## Thành phố kết nghĩa
Port Alberni, British Columbia, Canada - Mỗi năm có nhiều sinh viên tham gia chương trình trao đổi học sinh giữa hai thành phố.

## Du lịch
Abashiri là nơi sản xuất nhiều loại bia, trong đó có Bilk, một thức uống pha trộn bia với sữa. Abashiri còn có một vườn hoa. Vào mùa đông, du khách có thể ngắm băng trôi.

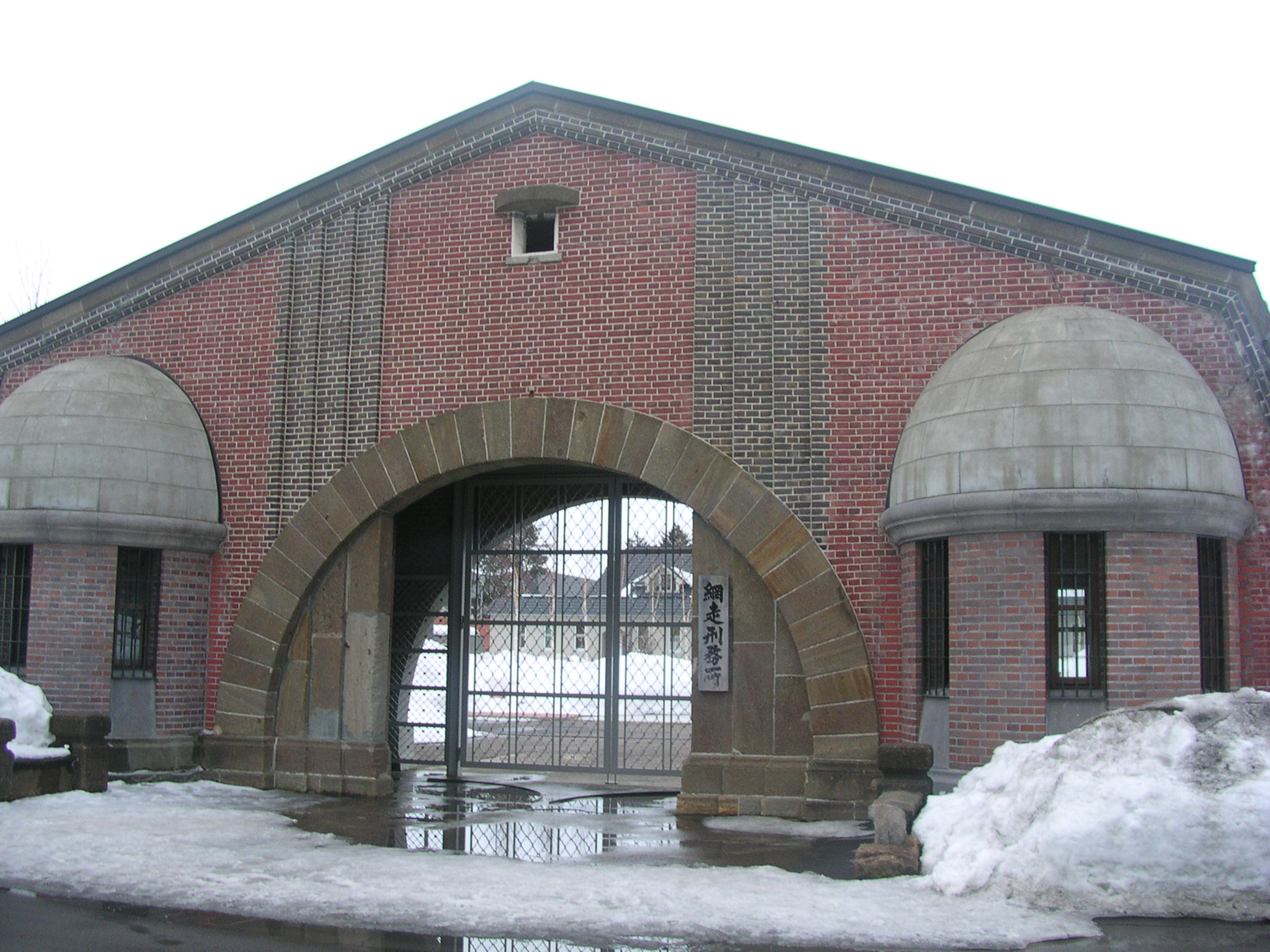
Nhà tù Abashiri
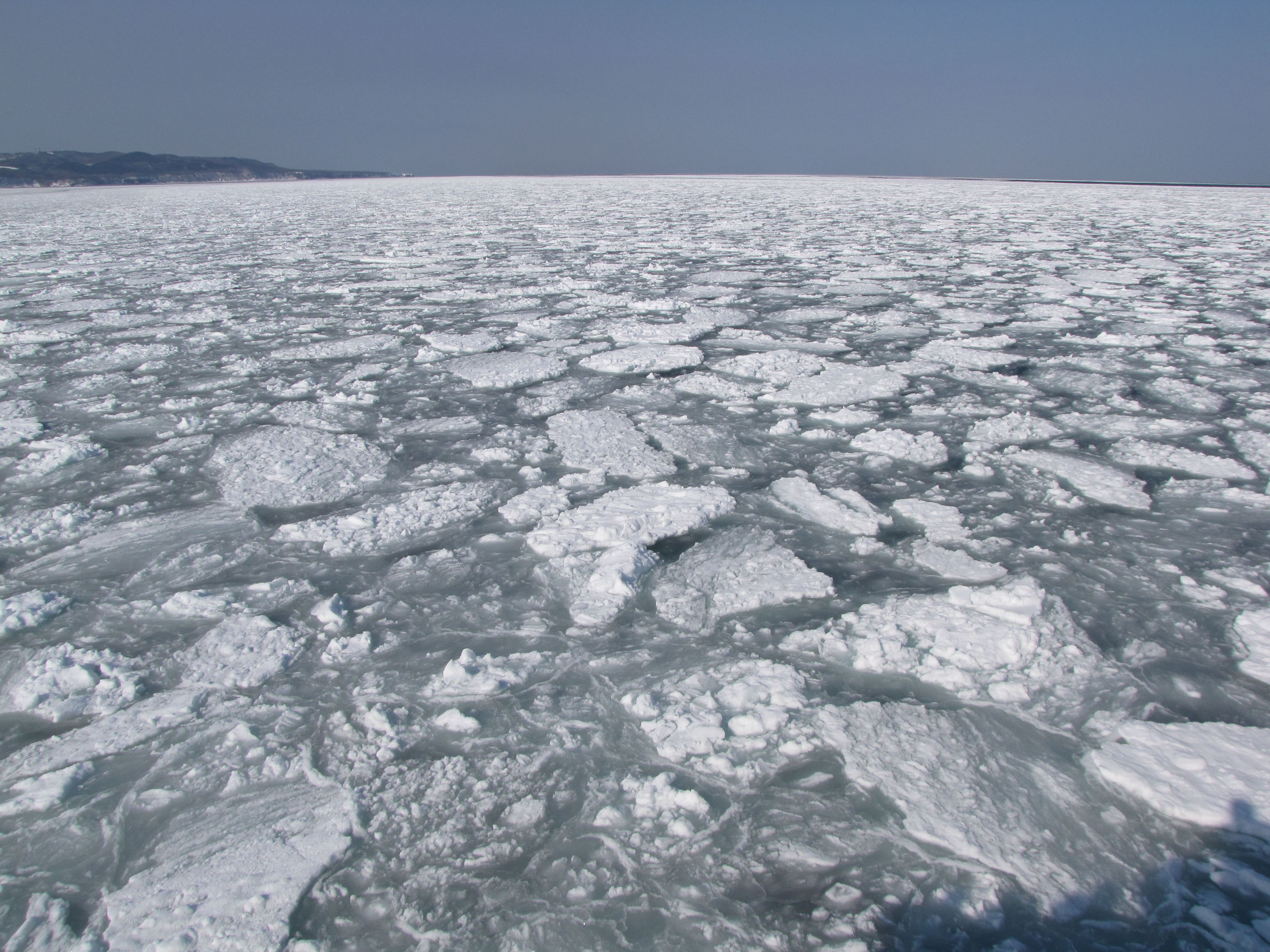
Băng trôi ngoài khơi Abashiri
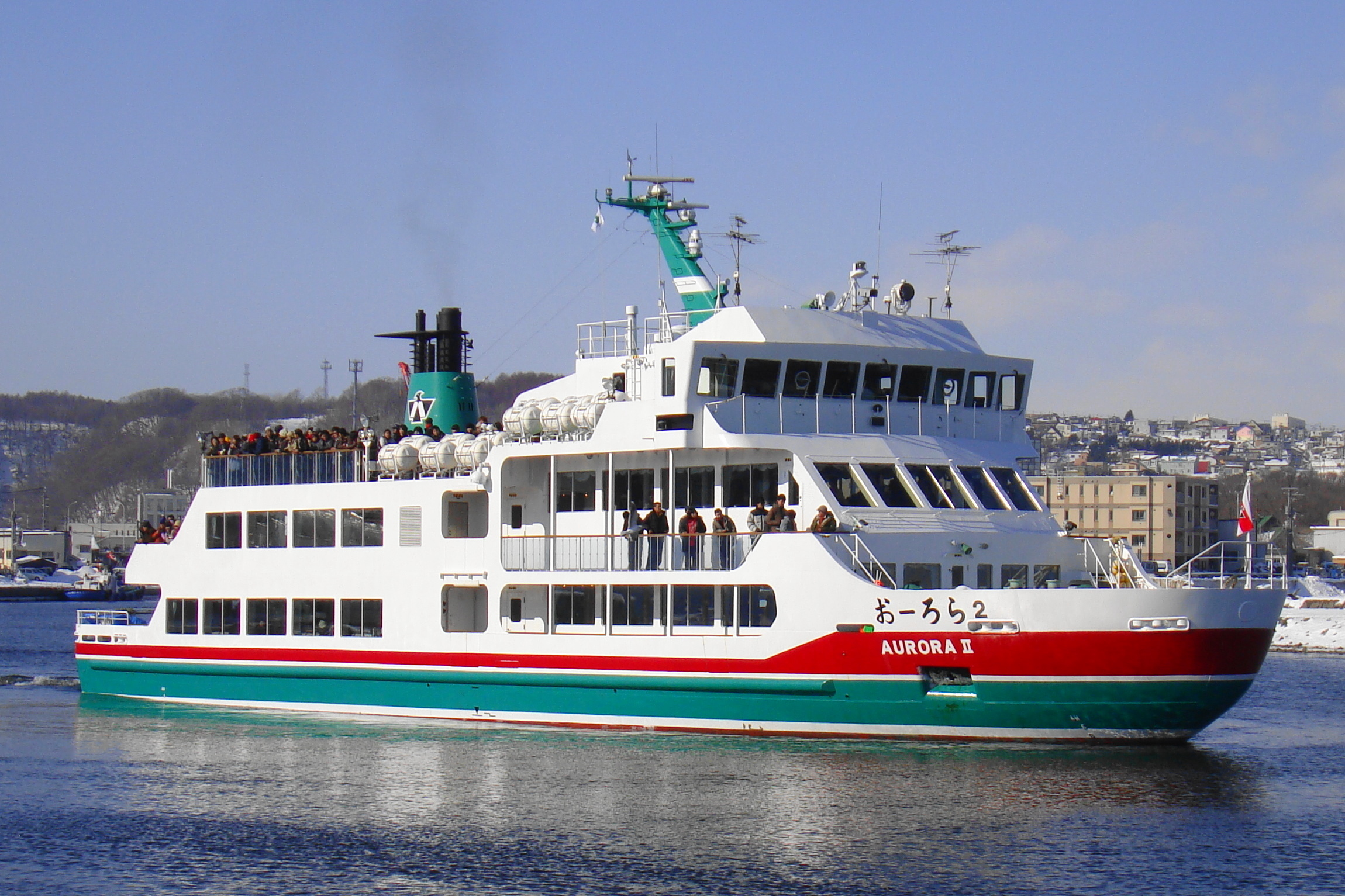
Tàu phá băng và du ngoạn Aurora II của Abashiri